# Дикась Едуард Миколайович
Едуард Миколайович Дикась — солдат Збройних сил України, учасник російсько-української війни. 26 березня 2022 року під час виконання бойового завдання отримав поранення, несумісні з життям.

## Нагороди
- орден «За мужність» III ступеня  — за особисту мужність і самовіддані дії, виявлені у захисті державного суверенітету та територіальної цілісності України, вірність військовій присязі, зразкове виконання службового обов'язку.[2]